# Saison 2013-2014 de l'En avant de Guingamp
Maillots
Chronologie
Saison précédente Saison suivante
La saison 2013-2014 de l'En avant de Guingamp, club de football français, voit le club évoluer en Ligue 1 pour la 8e fois de son histoire. Elle débute par la reprise de l'entraînement le 1er juillet 2013. Le club est engagé dans trois compétitions, et commence ses matchs de compétition officielle le 10 août 2013 avec la première journée de Ligue 1, face à l'Olympique de Marseille. Le club est aussi engagé en Coupe de France et en Coupe de la Ligue.

## Transferts
| Mercato d’été          |             |                          |                        |              |
| Nom                    | Nationalité | Transfert                | Provenance/Destination | Division     |
| Arrivées               |             |                          |                        |              |
| Mohamed Soly           | Sénégal     | Retour de prêt           | Beauvais               | CFA          |
| Yassine El-Kharroubi   | Maroc       | Retour de prêt           | FC Bourg-Péronnas      | National     |
| Steeven Langil         | France      | Fin de contrat           | AJ Auxerre             | Ligue 2      |
| Jérémy Sorbon          | France      | Fin de contrat           | SM Caen                | Ligue 2      |
| Vital N'Simba          | Angola      | Fin de contrat           | Bordeaux B             | CFA          |
| Claudio Beauvue        | France      | Transfert                | LB Châteauroux         | Ligue 2      |
| William Le Pogam       | France      | Fin de contrat           | Olympique lyonnais B   | CFA          |
| Guy Roland Ndy Assembe | France      | Prêt avec option d'achat | AS Nancy-Lorraine      | Ligue 2      |
| Younousse Sankharé     | France      | Transfert                | Dijon FCO              | Ligue 2      |
| Départs                |             |                          |                        |              |
| Quentin Rouger         | France      | Retour de prêt           | Stade rennais          | Ligue 1      |
| François Bellugou      | France      | Fin de contrat           | AS Nancy-Lorraine      | Ligue 2      |
| Charly Charrier        | France      | Rupture de contrat       | Luçon VF               | National     |
| Vincent Planté         | France      | Rupture de contrat       | Red Star               | National     |
| Mamadou Camara         | France      | Rupture de contrat       | CA Bastia              | Ligue 2      |
| Giannelli Imbula       | France      | Transfert                | Olympique de Marseille | Ligue 1      |
| Thierry Argelier       | France      | Prêt                     | Vannes                 | National     |
| Yassine El-Kharroubi   | Maroc       | Transfert                | MAS Fès                | D1 marocaine |
| Mohamed Soly           | Sénégal     | Transfert                | Chernomorets Burgas    | D1 bulgare   |

| Mercato d’hiver |             |             |                        |                    |
| Nom             | Nationalité | Transfert   | Provenance/Destination | Division           |
| Arrivées        |             |             |                        |                    |
| Mana Dembélé    | Mali        | Transfert   | Clermont Foot          | Ligue 2            |
| Départs         |             |             |                        |                    |
| Cédric Fauré    | France      | Résiliation | RCS Charleroi          | Jupiler Pro League |

## Saison

### Matchs amicaux
| Date            | Horaire | Adversaire    | Division | Lieu                             | Score | Buteurs pour l’EAG                           | Lien    |
| 13 juillet 2013 | 18h     | Vannes OC     | Nat.     | Sarzeau (Morbihan)               | 0-0   | -                                            | Rapport |
| 20 juillet 2013 | 18h     | FC Nantes     | L1       | Châteaubriant (Loire-Atlantique) | 1-0   | Yatabaré 50e                                 | Rapport |
| 27 juillet 2013 | 20h     | Brest         | L2       | Saint-Brieuc (Côtes-d'Armor)     | 3-1   | Lemaître 23e, Yatabaré 25e(sp), Mandanne 82e | Rapport |
| 31 juillet 2013 | 19h     | UNFP          | -        | Perros-Guirec (Côtes-d'Armor)    | 2-0   | Laurenti 41e(csc), Alioui 79e                | Rapport |
| 3 août 2013     | 18h     | Stade rennais | L1       | Rennes (Ille-et-Vilaine)         | 1-1   | Mathis 66e                                   | Rapport |

### Ligue 1
| Journée       | Date              | Horaire | Diffusion           | Adversaire    | Lieu | Score | Class. | Buteurs pour l’EAG                                              | Spectateurs | Rapport |
| ------------- | ----------------- | ------- | ------------------- | ------------- | ---- | ----- | ------ | --------------------------------------------------------------- | ----------- | ------- |
| Matchs Aller  |                   |         |                     |               |      |       |        |                                                                 |             |         |
| 1re           | 10 août 2013      | 21h     | Canal+              | OM            | Dom. | 1-3   | 17e    | Yatabaré 74e                                                    | 18 155      | Rapport |
| 2e            | 17 août 2013      | 20h     | BeIN Sport          | Saint-Étienne | Ext. | 1-0   | 20e    | -                                                               | 26 481      | Rapport |
| 3e            | 24 août 2013      | 20h     | BeIN Sport          | Lorient       | Dom. | 2-0   | 14e    | Yatabaré 16e 48e                                                | 15 114      | Rapport |
| 4e            | 31 août 2013      | 17h     | Canal+              | PSG           | Ext. | 2-0   | 17e    | -                                                               | 44 943      | Rapport |
| 5e            | 14 septembre 2013 | 20h     | BeIN Sport          | Bastia        | Dom. | 1-1   | 15e    | Yatabaré 88e(sp)                                                | 13 084      | Rapport |
| 6e            | 21 septembre 2013 | 20h     | BeIN Sport          | Reims         | Ext. | 1-1   | 15e    | Weber 5e(csc)                                                   | 13 365      | Rapport |
| 7e            | 25 septembre 2013 | 19h     | BeIN Sport          | Sochaux       | Dom. | 5-1   | 12e    | Mandanne 9e, Beauvue 17e, Atik 33e · Sankharé 70e, Langil 90+3e | 13 506      | Rapport |
| 8e            | 28 septembre 2013 | 20h     | BeIN Sport          | Nice          | Ext. | 1-0   | 15e    | -                                                               | 21 314      | Rapport |
| 9e            | 5 octobre 2013    | 20h     | BeIN Sport          | Rennes        | Dom. | 2-0   | 13e    | Sorbon 47e, Yatabaré 69e                                        | 16 779      | Rapport |
| 10e           | 19 octobre 2013   | 20h     | BeIN Sport          | Évian         | Ext. | 1-2   | 10e    | Giresse 74e, Douniama 78e                                       | 8 620       | Rapport |
| 11e           | 26 octobre 2013   | 20h     | BeIN Sport          | Ajaccio       | Dom. | 2-1   | 5e     | Beauvue 86e, Diallo 90+1e                                       | 14 881      | Rapport |
| 12e           | 2 novembre 2013   | 20h     | BeIN Sport          | Lyon          | Ext. | 2-0   | 10e    | -                                                               | 37 334      | Rapport |
| 13e           | 9 novembre 2013   | 20h     | BeIN Sport          | Lille         | Dom. | 0-0   | 9e     | -                                                               | 13 261      | Rapport |
| 14e           | 23 novembre 2013  | 20h     | BeIN Sport          | Montpellier   | Ext. | 1-1   | 9e     | Giresse 76e(sp)                                                 | 14 827      | Rapport |
| 15e           | 30 novembre 2013  | 20h     | BeIN Sport          | Nantes        | Dom. | 1-0   | 7e     | Sankharé 63e                                                    | 15 656      | Rapport |
| 16e           | 4 décembre 2013   | 19h     | BeIN Sport          | Bordeaux      | Dom. | 0-1   | 9e     | -                                                               | 14 708      | Rapport |
| 17e           | 7 décembre 2013   | 20h     | BeIN Sport          | Valenciennes  | Ext. | 1-1   | 10e    | Sankharé 70e                                                    | 15 655      | Rapport |
| 18e           | 14 décembre 2013  | 20h     | BeIN Sport          | Monaco        | Dom. | 0-2   | 13e    | -                                                               | 14 576      | Rapport |
| 19e           | 21 décembre 2013  | 20h     | BeIN Sport          | Toulouse      | Ext. | 0-0   | 13e    | -                                                               | 13 085      | Rapport |
| Matchs Retour |                   |         |                     |               |      |       |        |                                                                 |             |         |
| 20e           | 11 janvier 2014   | 20h     | BeIN Sport          | Saint-Étienne | Dom. | 0-0   | 13e    | -                                                               | 13 539      | Rapport |
| 21e           | 18 janvier 2014   | 20h     | BeIN Sport          | Lorient       | Ext. | 2-0   | 14e    | -                                                               | 15 615      | Rapport |
| 22e           | 25 janvier 2014   | 17h     | Canal+              | PSG           | Dom. | 1-1   | 14e    | Yatabaré 84e                                                    | 17 623      | Rapport |
| 23e           | 1er février 2014  | 20h     | BeIN Sport          | Bastia        | Ext. | 3-2   | 16e    | Alioui 50e 55e                                                  | 12 241      | Rapport |
| 24e           | 8 février 2014    | 20h     | BeIN Sport          | Reims         | Dom. | 1-2   | 16e    | Alioui 62e                                                      | 12 953      | Rapport |
| 25e           | 15 février 2014   | 20h     | BeIN Sport          | Sochaux       | Ext. | 1-0   | 16e    | -                                                               | 12 349      | Rapport |
| 26e           | 22 février 2014   | 20h     | BeIN Sport          | Nice          | Dom. | 1-0   | 16e    | Yatabaré 90+3e                                                  | 11 897      | Rapport |
| 27e           | 1er mars 2014     | 20h     | BeIN Sport          | Rennes        | Ext. | 0-2   | 13e    | Giresse 39e, Yatabaré 90+4e(sp)                                 | 28 831      | Rapport |
| 28e           | 8 mars 2014       | 20h     | BeIN Sport          | Évian         | Dom. | 0-1   | 14e    | -                                                               | 13 543      | Rapport |
| 29e           | 15 mars 2014      | 20h     | BeIN Sport          | Ajaccio       | Ext. | 1-2   | 13e    | Yatabaré 13e, Beauvue 74e                                       | 6 018       | Rapport |
| 30e           | 23 mars 2014      | 17h     | BeIN Sport          | Lyon          | Dom. | 0-1   | 14e    | -                                                               | 15 167      | Rapport |
| 31e           | 30 mars 2014      | 17h     | BeIN Sport          | Lille         | Ext. | 1-0   | 16e    | -                                                               | 39 319      | Rapport |
| 32e           | 5 avril 2014      | 20h     | BeIN Sport          | Montpellier   | Dom. | 1-2   | 16e    | Yatabaré 62e                                                    | 15 966      | Rapport |
| 33e           | 13 avril 2014     | 14h     | BeIN Sport          | Nantes        | Ext. | 1-0   | 17e    | -                                                               | 21 357      | Rapport |
| 34e           | 20 avril 2014     | 17h     | BeIN Sport          | Bordeaux      | Ext. | 5-1   | 17e    | Diallo 29e                                                      | 18 046      | Rapport |
| 35e           | 26 avril 2014     | 20h     | BeIN Sport          | Valenciennes  | Dom. | 1-0   | 16e    | Beauvue 61e                                                     | 16 712      | Rapport |
| 36e           | 7 mai 2014        | 19h     | BeIN Sport          | Monaco        | Ext. | 1-1   | 16e    | Atik 85e                                                        | 7 683       | Rapport |
| 37e           | 10 mai 2014       | 21h     | BeIN Sport / Canal+ | Toulouse      | Dom. | 2-0   | 15e    | Beauvue 5e, Yatabaré 14e(sp)                                    | 18 031      | Rapport |
| 38e           | 17 mai 2014       | 21h     | Sport+ / Canal+     | OM            | Ext. | 1-0   | 16e    | -                                                               | 37 904      | Rapport |

### Coupe de France
| Tour   | Date            | Horaire | Diffusion | Adversaire        | Division | Lieu                                    | Score      | Buteurs pour l’EAG                | Spectateurs | Lien    |
| 1/32e  | 5 janvier 2014  | 14h     | -         | FC Bourg-Péronnas | National | Stade Marcel-Verchère (Bourg-en-Bresse) | 0-2        | Beauvue 10e, Yatabaré 30e         | 8 000       | Rapport |
| 1/16e  | 21 janvier 2014 | 19h30   | -         | US Concarneau     | CFA      | Stade Guy-Piriou (Concarneau)           | 2-3 (a.p.) | Yatabaré 64e 104e, Beauvue 108e   | 6 200       | Rapport |
| 1/8e   | 12 février 2014 | 16h45   | Eurosport | FB Île-Rousse     | CFA2     | Stade François-Coty (Ajaccio)           | 0-2        | Cerdan 40e, Diallo 57e            | -           | Rapport |
| 1/4    | 26 mars 2014    | 18h45   | France 4  | AS Cannes         | CFA      | Stade Pierre de Coubertin (Cannes)      | 0-2        | Yatabaré 71e 83e                  | 6 500       | Rapport |
| 1/2    | 16 avril 2014   | 21h     | France 2  | AS Monaco         | L1       | Stade de Roudourou (Guingamp)           | 3-1 (a.p.) | Yatabaré 6e 118e, Atik 112e       | 15 758      | Rapport |
| Finale | 3 mai 2014      | 21h     | France 2  | Stade rennais     | L1       | Stade de France (Saint-Denis)           | 0-2        | Martins Pereira 37e, Yatabaré 46e | 80 000      | Rapport |

### Coupe de la Ligue
| Tour  | Date            | Horaire | Diffusion | Adversaire               | Division | Lieu                          | Score | Buteur pour l’EAG     | Spectateurs | Lien    |
| 1/16e | 30 octobre 2013 | 18h     | France 4  | Évian Thonon Gaillard FC | L1       | Stade de Roudourou (Guingamp) | 1-2   | Mustapha Yatabaré 25e | 9 285       | Rapport |

### Statistiques individuelles
| Buteurs         | Total |
| --------------- | ----- |
| Yatabaré        | 20    |
| Beauvue         | 7     |
| Atik            | 3     |
| Diallo          | 3     |
| Giresse         | 3     |
| Sankharé        | 3     |
| Alioui          | 2     |
| Cerdan          | 1     |
| Douniama        | 1     |
| Langil          | 1     |
| Mandanne        | 1     |
| Martins Pereira | 1     |
| Sorbon          | 1     |

| Passeurs   | Total |
| ---------- | ----- |
| Atik       | 5     |
| Langil     | 5     |
| Giresse    | 4     |
| Yatabaré   | 4     |
| Alioui     | 3     |
| Beauvue    | 3     |
| Lemaître   | 3     |
| Sankharé   | 3     |
| Mandanne   | 2     |
| Diallo     | 1     |
| Dos Santos | 1     |
| Douniama   | 1     |

## Aspects juridiques et économiques

### Structure juridique et organigramme
- Président de la SASP : Bertrand Desplat
- Vice-président de la SASP : Frédéric LEGRAND
- Président de l'association : Jean-Paul BRIAND
- Directeur de l’Association : Frédéric LEGRAND
- Directeur Administratif et Financier : Laurent DEFAINS
- Responsable Administratif Équipe A : Aimé DAGORN
- Secrétariat SASP : Renée TOUDIC
- Secrétariat Association : Sylvie LE BUAN
- Comptables : Laurence BREGÜE et Marie-Laure CORBEL
- Directeur Commercial : Bernard CARTIER
- Responsable commercial : Franck GERARD
- Responsable Relations Extérieures : Jean-Charles ROSE
- Responsable Billetterie : Anne PERSON
- Responsable Boutique : Brigitte PAILLOUX
- Responsables Équipements Section Pro : Michel BODIOU et Jean-Guy DONNART
- Responsable communication : Christophe GAUTIER
- Directeur de la Sécurité : Serge LUCAS
- Responsable des arbitres : Jean-François ANTOINE

### Éléments comptables
- Budget : 22 M€

### Équipementiers et sponsors

#### Équipementier
- Patrick

#### Sponsors
- Breizh Cola
- Celtarmor
- Geodis Calberson
- Mère Lalie
- Celtigel
- Cré'actuel
- Système U
- Crédit mutuel de Bretagne

### Couverture médiatique

#### Télévisions
- beIN Sport
- Canal+
- Onzéo
- France 3 Bretagne (résumé vidéo)

#### Radios
- Variation FM
- Radio Bonheur

#### Internet
- Dailymotion

## Autres équipes

### Équipe réserve
| Nom                 | Poste          | Naissance       | Nationalité |
| ------------------- | -------------- | --------------- | ----------- |
| Gaëtan Blaichet     | Gardien de but | 3 février 1994  | France      |
| Raphaël Guilbault   | Défenseur      | 21 avril 1994   | France      |
| Emeric Drillet      | Défenseur      | 31 janvier 1995 | France      |
| Vital N'Simba       | Défenseur      | 8 juillet 1993  | Angola      |
| Damien Boisvilliers | Milieu         | 25 avril 1994   | France      |
| Thibault Philippe   | Milieu         | 5 août 1994     | France      |
| Yoann Le Méhauté    | Milieu         | 3 janvier 1995  | France      |
| William Le Pogam    | Milieu         | 3 mars 1993     | France      |
| Julien Bègue        | Attaquant      | 8 août 1993     | France      |
| Karim Achahbar      | Attaquant      | 3 janvier 1996  | France      |
| Tiécoro Keïta       | Attaquant      | 13 avril 1994   | Mali        |
| Coco Michel         | Entraîneur     | 24 avril 1971   | France      |